# 真屋順子
真屋順子（日语：／ Maya Junko、1942年1月8日—2017年12月28日）是日本女演員，她的技能是舞踊。

## 個人生活
在日本統治期間，真屋於朝鮮釜山出身，並在日本大分縣日田市長大。到了1969年，她與男演員高津住男結婚，但他於2010年因肝癌而去世。

## 外部連結
- Goo News內的個人資料 （日語）